# Прищина
Прѝщина (на албански: Prishtinë) е най-големият град, административен център на Прищински окръг, и столица на обявилата независимост през 2008 г. Република Косово или според резолюция № 1244 на ООН – Автономен окръг Косово в състава на Сърбия с малко над 200 000 души население.

## Население

### Етнически състав
Според последното преброяване от 2011 година 98% от населението са албанци. Живеят също така малко цигани, турци, бошняци и сърби.

## Политика
Политическият живот в града е доминиран от Демократическата лига на Косово.

## Инфраструктура
В близост до града се намира международното летище „Адем Яшари“. Силното нарастване на населението на града след войната води до сериозен натиск върху инфраструктурата – канализация и улици. Сериозни проблеми има и с водоснабдяването и електроснабдяването. Телефонната мрежа в града е модернизирана и заедно с двата мобилни оператора – ИПКО и ВАЛА, осигурява сравнително добра телефонна комуникация за жителите и гостите на града. В по-голямата част на града е възможно ползването на интернет услуги.

## История
При избухването на Балканската война в 1912 година един човек от Прищина е доброволец в Македоно-одринското опълчение.

## Личности
Родени в Прищина
- Георги Мустаков (1876 – след 1943), български революционер
- Ера Истрефи (1994) – певица
- Никола Марков (1889 – ?), македоно-одрински опълченец, дюлгерин, Солунски доброволчески отряд[3]
- Рита Ора (1990), британска певица с албански корени
- Сава Стоянович (1869 – 1941), сръбски просветен деец
- Стоян Зафирович (1884 – 1971), сръбски просветен деец

## Побратимени градове
- Анкара, Турция
- Бурса, Турция
- Драч, Албания
- Карачи, Пакистан
- Тирана, Албания